# Akaroa
Akaroa – miejscowość w Nowej Zelandii, w regionie Canterbury, na Wyspie Południowej. W 2013 roku liczyła 642 mieszkańców. Znajduje się na Półwyspie Banksa. Została zasiedlona przez Europejczyków w 1840 roku. Leży u stóp wulkanu, nad morzem. W obrębie portu można spotkać toniny nowozelandzkie (gatunek delfina).